# 京成酒々井駅

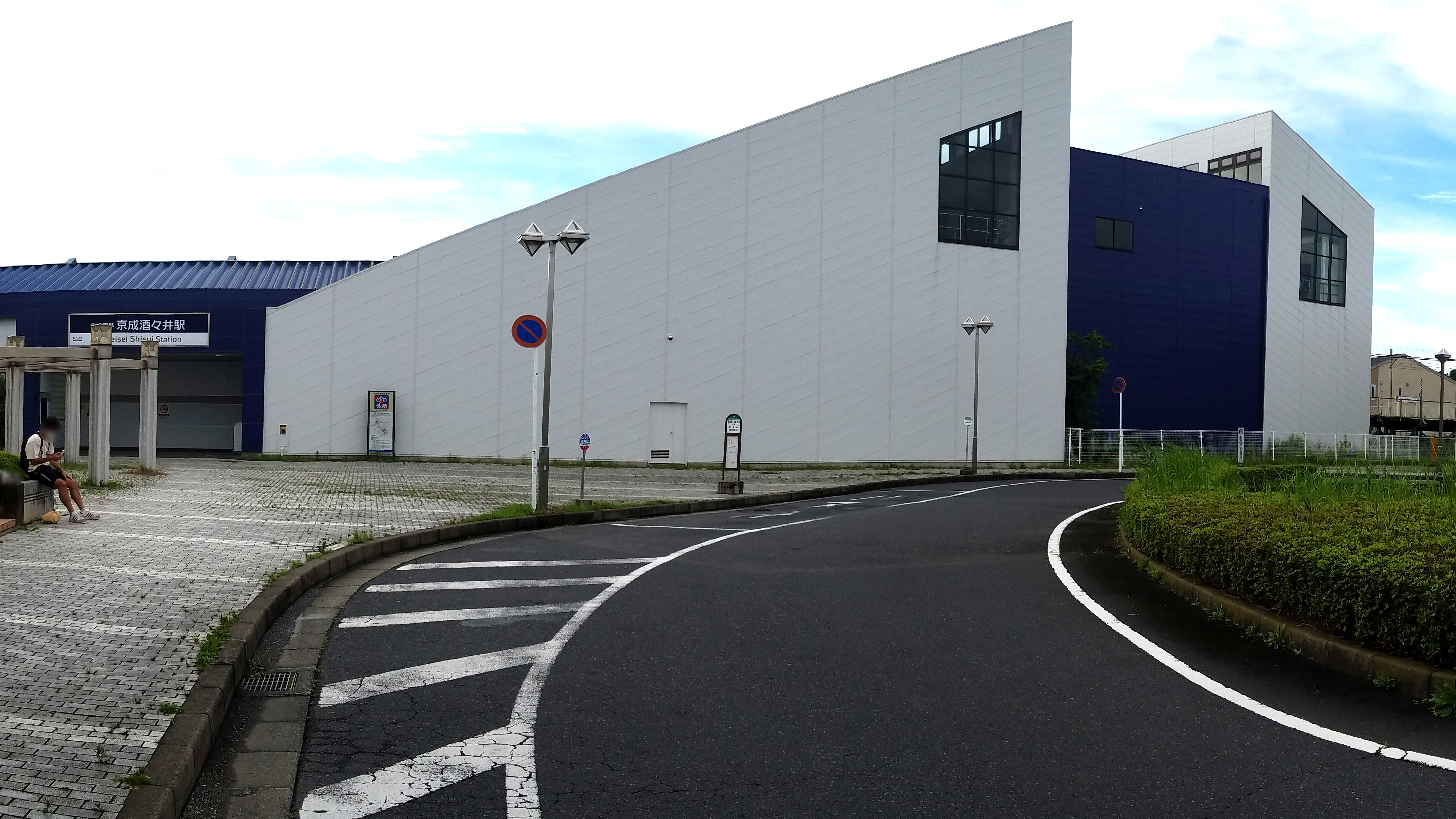
西口（2020年7月）

京成酒々井駅（けいせいしすいえき）は、千葉県印旛郡酒々井町中川にある、京成電鉄本線の駅である。駅番号はKS37。

## 歴史
- 1926年（大正15年）12月9日 - 酒々井駅として開業[1]。
- 1931年（昭和6年）11月18日 - 京成酒々井駅に改称[1]。
- 1993年（平成5年）6月22日 - 橋上駅舎化工事に着手[2]
- 1994年（平成6年）4月23日 - 橋上駅舎の利用を開始[3]。
- 2006年（平成18年）12月10日 - 特急の停車駅に追加される[4]

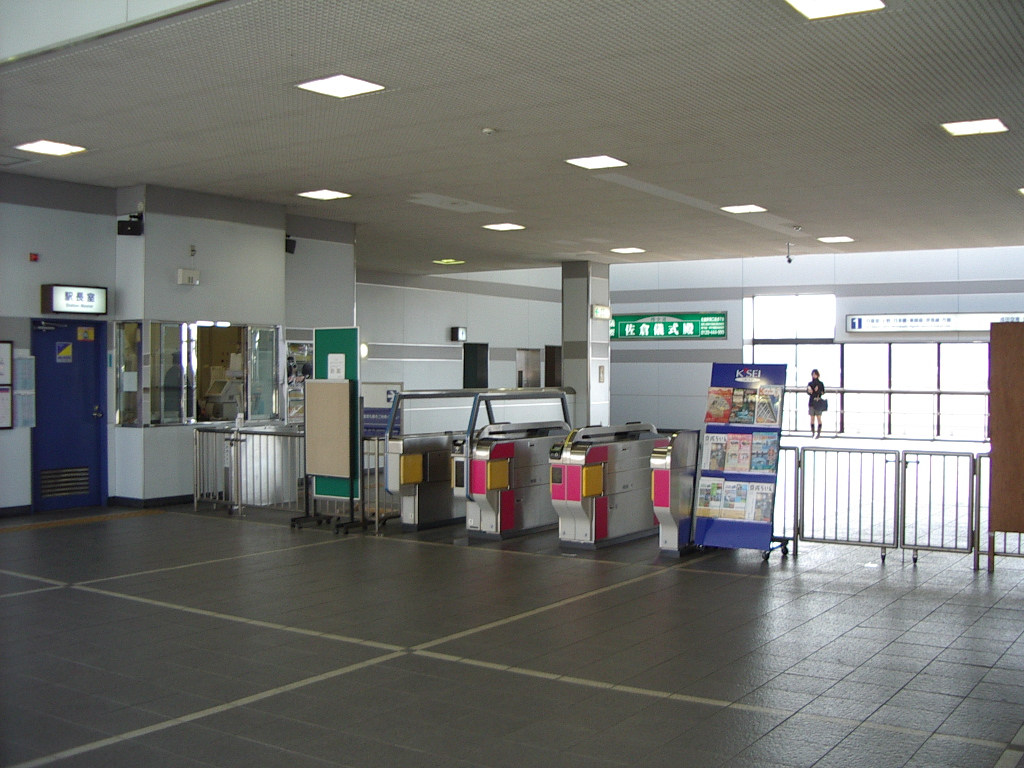
改札口（2007年2月）
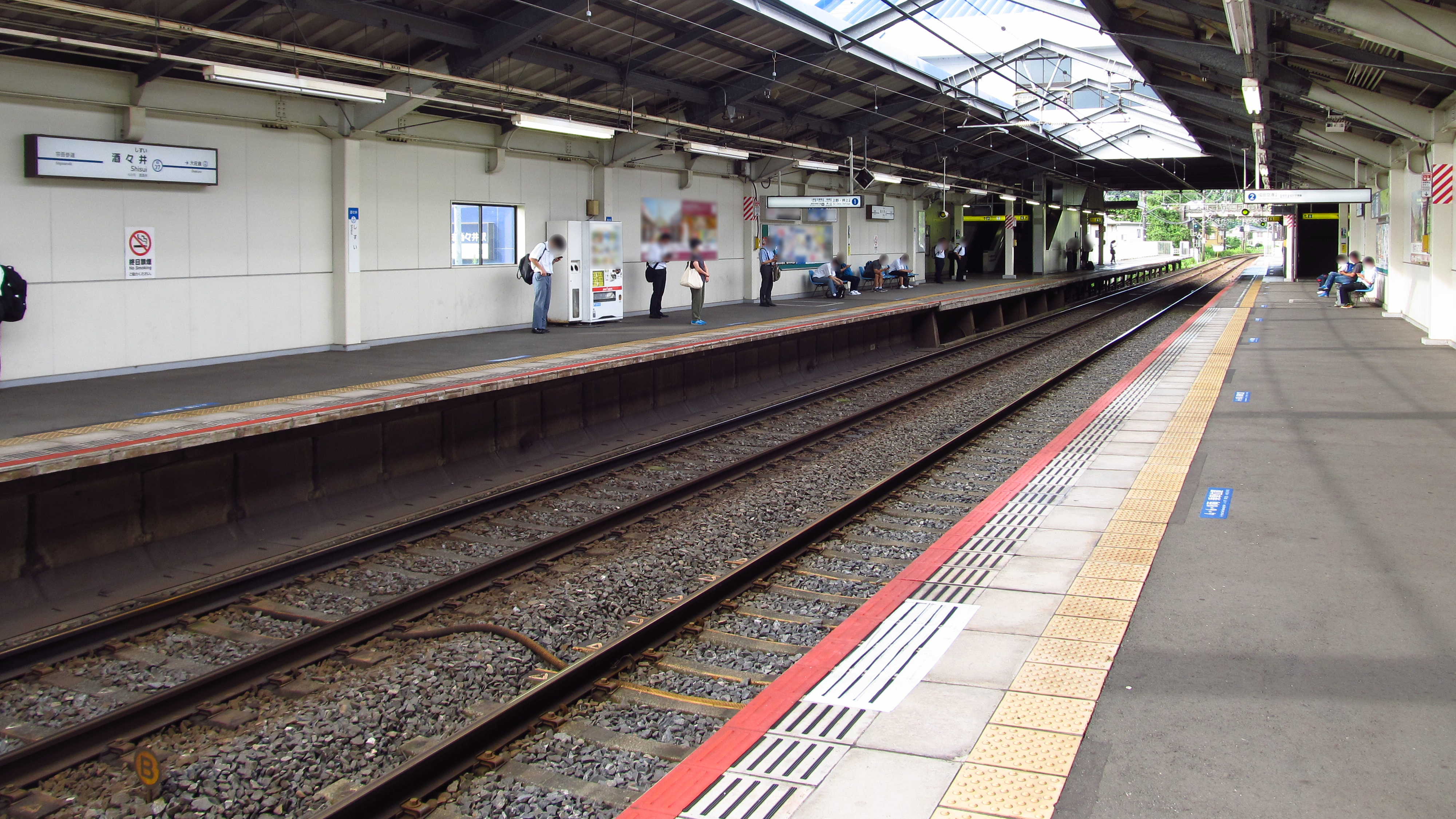
駅ホーム（2020年7月）

## 駅構造
相対式ホーム2面2線の地上駅で、橋上駅舎を有している（京成成田駅管理）。出入口は西口と東口の2か所ある。改札内外ともエレベーター・エスカレーターが設置されている。
1990年代前半までは、宗吾参道寄りに構内踏切を有し、1番線ホーム側に改札口と駅舎がある地上駅であった。

### のりば
| 番線 | 路線     | 方向 | 行先                                              |
| ---- | -------- | ---- | ------------------------------------------------- |
| 1    | 京成本線 | 上り | 京成船橋・日暮里・京成上野・押上・ 都営浅草線方面 |
| 2    | 京成本線 | 下り | 京成成田・ 成田空港方面                           |

- 上表の路線名は成田空港線（成田スカイアクセス）開業後の旅客案内の名称に基づいている。

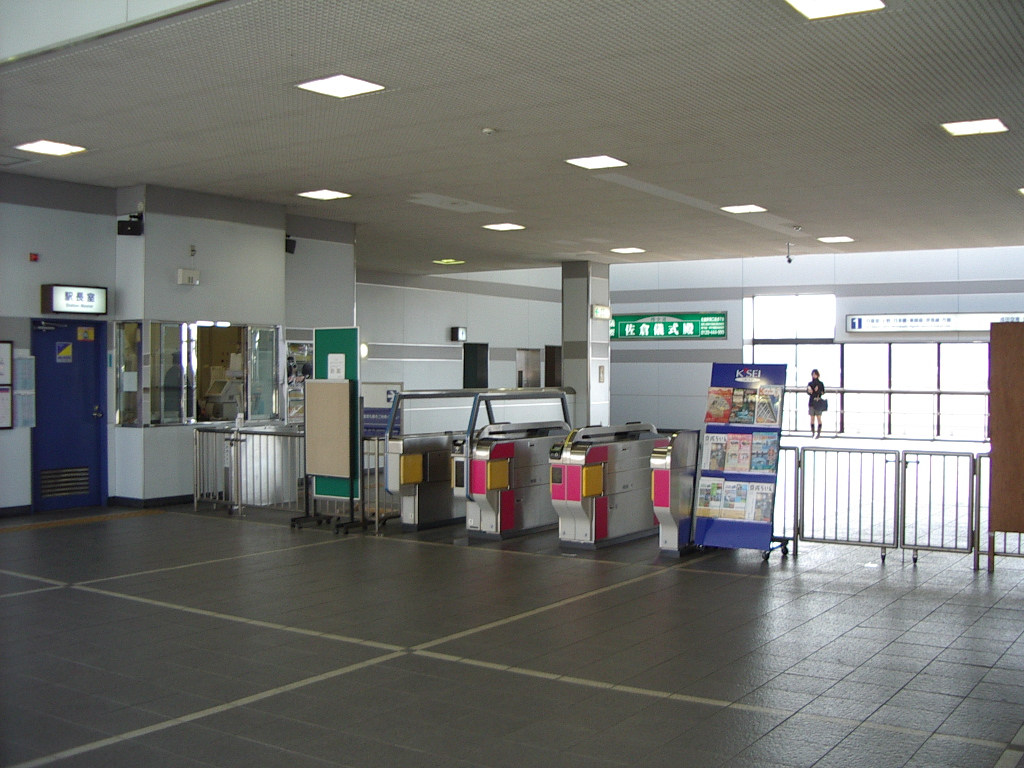
改札口（2007年2月）
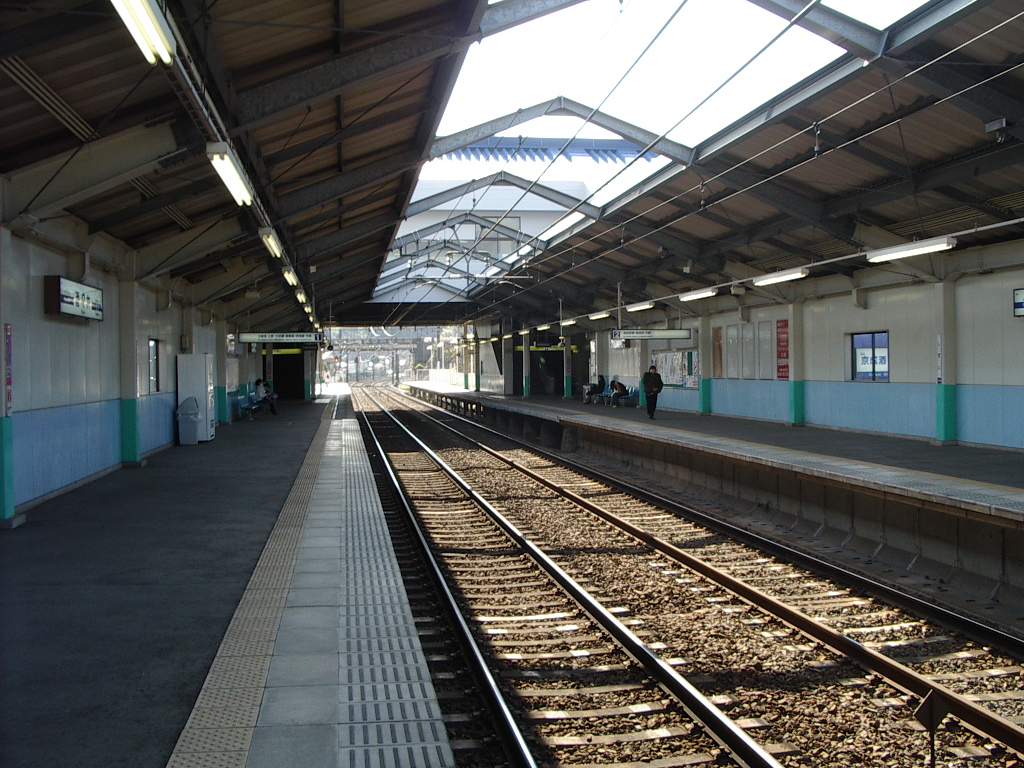
駅ホーム（2007年2月）

## 利用状況
2024年度の一日平均乗降人員は6,246人である。
近年の一日平均乗降・乗車人員推移は下表の通り。
| 年度               | 一日平均 乗降人員 | 一日平均 乗車人員 |
| ------------------ | ----------------- | ----------------- |
| 1998年（平成10年） |                   | 3,971             |
| 1999年（平成11年） |                   | 3,846             |
| 2000年（平成12年） |                   | 3,751             |
| 2001年（平成13年） |                   | 3,712             |
| 2002年（平成14年） |                   | 3,548             |
| 2003年（平成15年） | 7,126             | 3,516             |
| 2004年（平成16年） | 6,941             | 3,427             |
| 2005年（平成17年） | 6,702             | 3,311             |
| 2006年（平成18年） | 6,653             | 3,291             |
| 2007年（平成19年） | 6,842             | 3,387             |
| 2008年（平成20年） | 6,920             | 3,433             |
| 2009年（平成21年） | 6,756             | 3,352             |
| 2010年（平成22年） | 6,735             | 3,349             |
| 2011年（平成23年） | 6,438             | 3,204             |
| 2012年（平成24年） | 6,326             | 3,153             |
| 2013年（平成25年） | 6,898             | 3,442             |
| 2014年（平成26年） | 6,504             |                   |
| 2015年（平成27年） | 6,641             |                   |
| 2016年（平成28年） | 6,686             |                   |
| 2017年（平成29年） | 6,807             |                   |
| 2018年（平成30年） | 6,858             |                   |
| 2019年（令和元年） | 6,713             |                   |
| 2020年（令和02年） | 4,358             |                   |
| 2021年（令和03年） | 4,833             |                   |
| 2022年（令和04年） | 5,598             |                   |
| 2023年（令和05年） | 5,879             |                   |
| 2024年（令和06年） | 6,246             |                   |

## 駅周辺

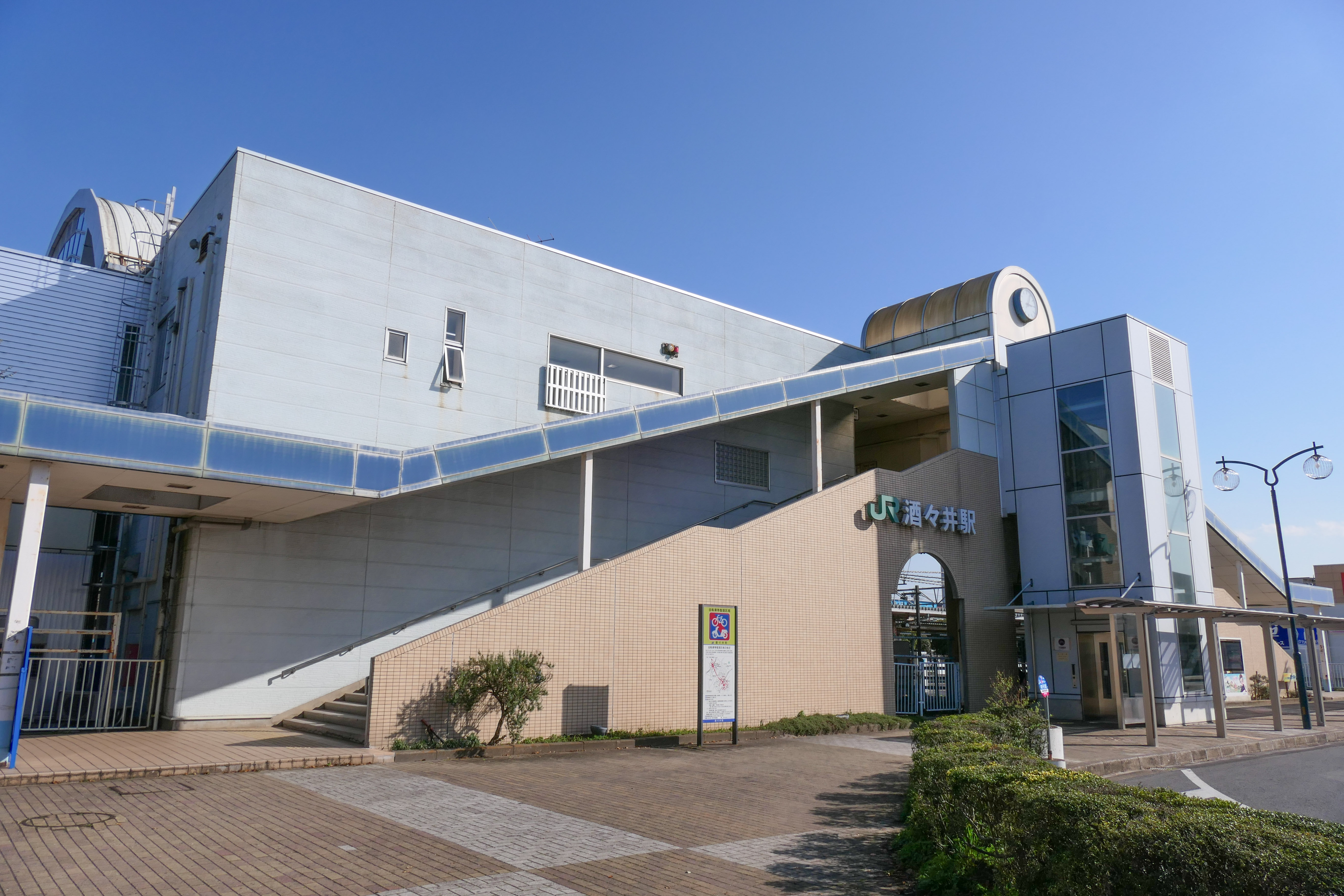
JR酒々井駅（2021年3月）

当駅は宗吾参道駅と並んで、京成電鉄の駅では数少ない郡部にある。東日本旅客鉄道（JR東日本）成田線の酒々井駅東口より約700メートル（徒歩約12分）に位置し、ふれあい駅前通り（大きな道一本）で結ばれている。この道路のほぼ中間地点で国道51号（成田街道）と交差する。西口駅前には千葉県道137号宗吾酒々井線が通る。

### 東口
- 酒々井町役場
  - 千葉銀行 酒々井支店酒々井町役場出張所
- 佐倉警察署 酒々井交番

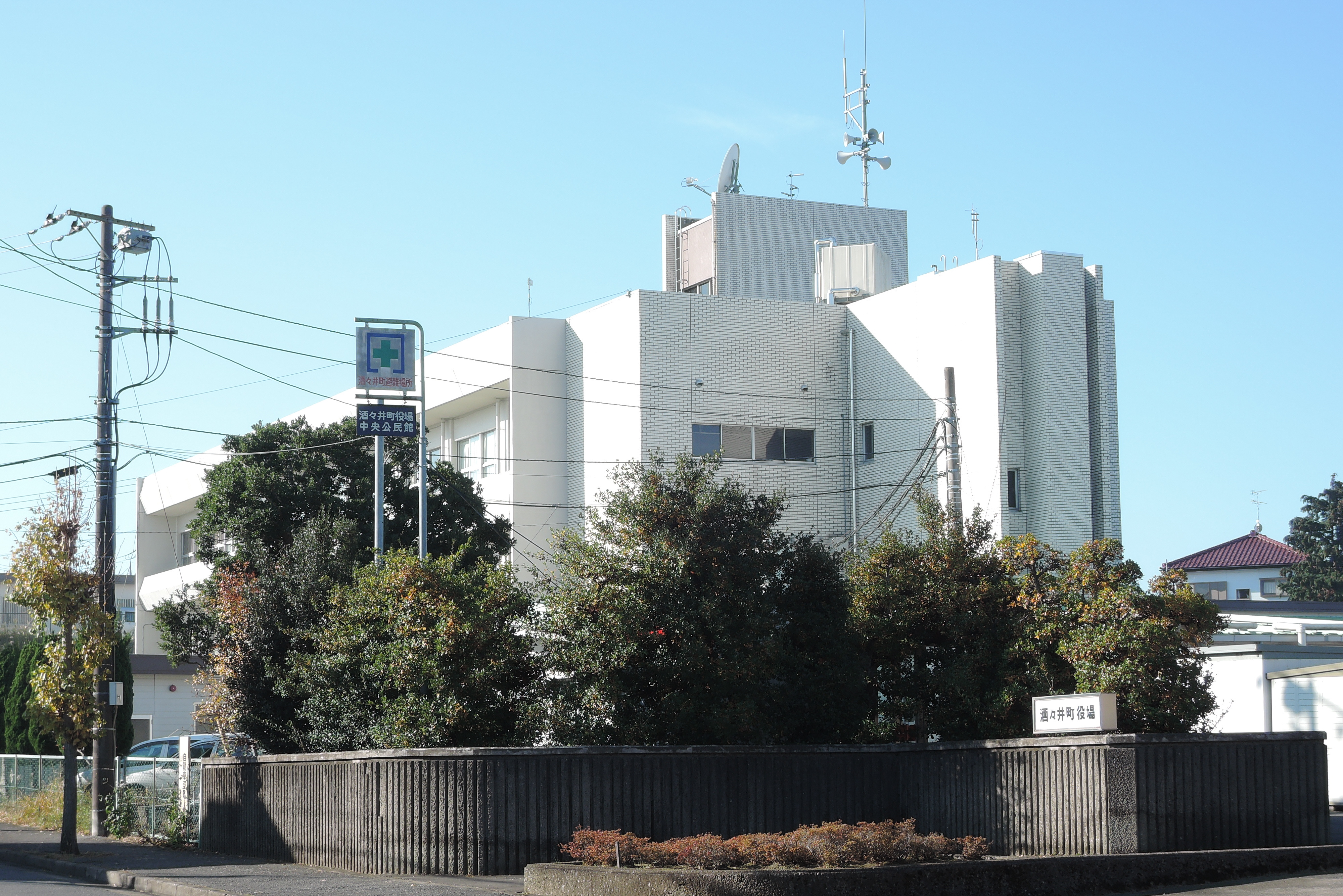
酒々井町役場

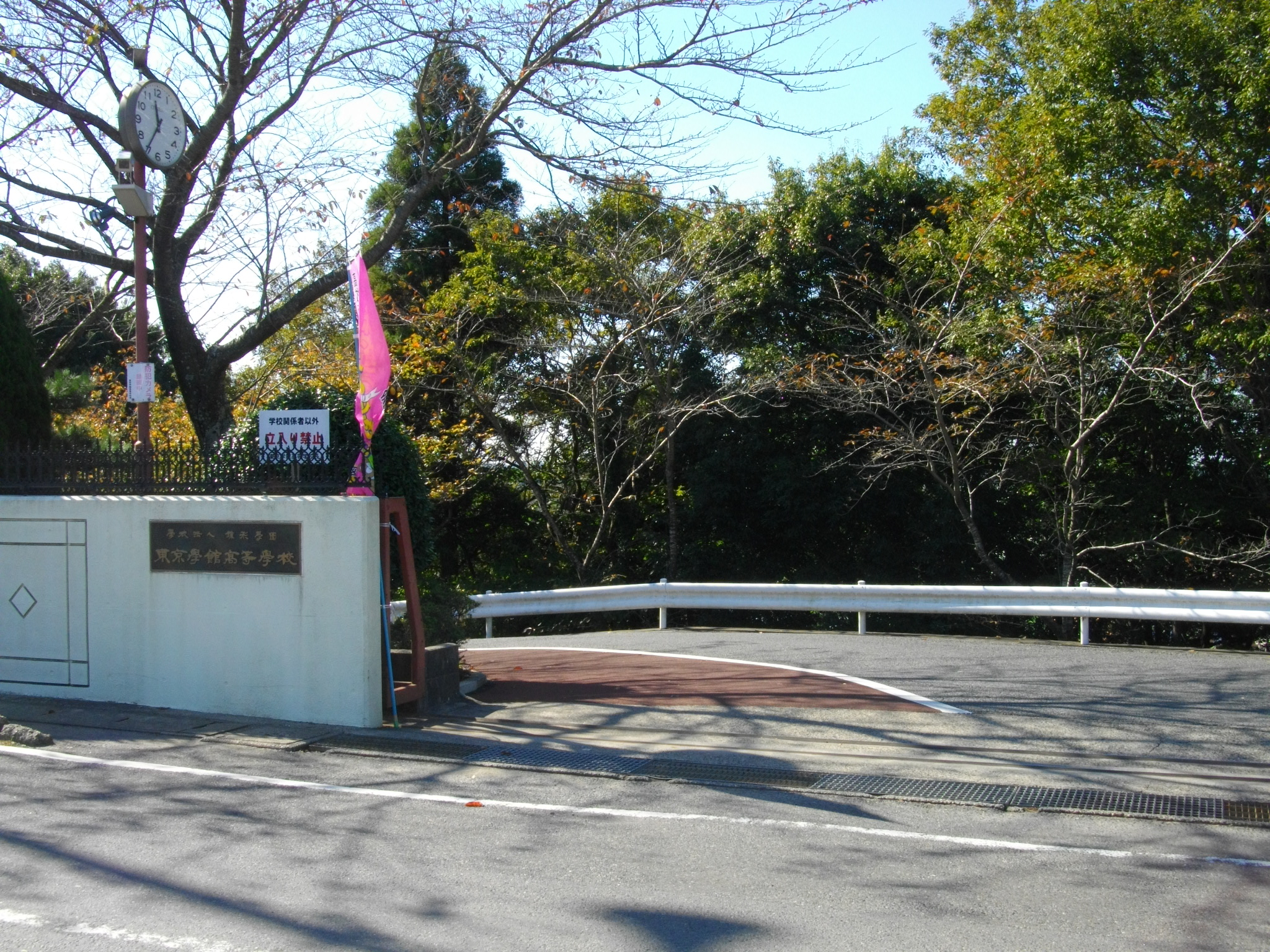
東京学館高等学校

- 佐倉市八街市酒々井町消防組合消防本部 酒々井消防署
- プリミエール酒々井
  - 文化ホール
  - 酒々井町立図書館
- 酒々井町中央公民館
- 東京学館高等学校
- 酒々井町立酒々井小学校
- 酒々井町立岩橋保育園
- 千葉しすい病院
- 酒々井郵便局
- 千葉銀行 酒々井支店
- 京葉銀行 酒々井支店
- JA成田市 酒々井支所
- ナリタヤ食彩館 酒々井店
- せんどう 酒々井店
- しまむら 酒々井店
- 麻賀多神社
- カンカンムロ横穴群
- 島田長右衛門家・島田政五郎家
- 酒々井ビッグアローズグラウンド
- 中央台公園

### 西口
- 順天堂大学 さくらキャンパス - 隣接する印西市にあるが、当駅が最寄駅である。
- タイヨー 酒々井店
- ヤックスドラッグ 酒々井店

## バス路線
| のりば               | のりば               | 系統                             | 主要経由地                           | 行先                           | 運行会社                                 | 備考                         |
| -------------------- | -------------------- | -------------------------------- | ------------------------------------ | ------------------------------ | ---------------------------------------- | ---------------------------- |
| 京成酒々井駅（東口） | 京成酒々井駅（東口） | 本佐倉線                         | 酒々井町役場・順天堂病院・京成佐倉駅 | 田町車庫                       | 京成バス千葉イースト                     |                              |
| 京成酒々井駅（東口） | 京成酒々井駅（東口） | 本佐倉線                         | 酒々井小学校・順天堂病院             | 京成佐倉駅                     | 京成バス千葉イースト                     | 平日2本のみ                  |
| 京成酒々井駅（東口） | 京成酒々井駅（東口） | 酒々井プレミアム・アウトレット線 | JR酒々井駅・酒々井町役場             | 酒々井プレミアム・アウトレット | 京成バス千葉イースト                     | 酒々井町役場は平日のみ停車。 |
| 京成酒々井駅（東口） | 京成酒々井駅（東口） | 酒々井プレミアム・アウトレット線 | 酒々井プレミアム・アウトレット       | 酒々井温泉                     | 京成バス千葉イースト                     | 土休日のみ運行               |
| 京成酒々井駅（東口） | 京成酒々井駅（東口） | さとバス                         | ふるさと自然公園                     | 富里市役所                     | 富里市（運行委託は京成バス千葉イースト） |                              |
| 京成酒々井駅西口     | 1                    | 順大線                           | 順天堂大学                           | 学園台                         | 京成バス千葉イースト                     |                              |
| 京成酒々井駅西口     | 1                    | 印旛学園線                       | 順天堂大学・日医大千葉北総病院       | 印旛日本医大駅                 | 京成バス千葉セントラル                   |                              |
| 京成酒々井駅西口     | 2                    | 順大線                           |                                      | JR酒々井駅                     | 京成バス千葉イースト                     |                              |

## 隣の駅
京成電鉄
 本線
■快速特急
通過
■特急・■通勤特急・■快速・■普通
大佐倉駅 (KS36) - 京成酒々井駅 (KS37) - 宗吾参道駅 (KS38)